# PATjE
PATjE, pseudonyme de Patrice Jauffret, né à Genève, est un chanteur et producteur de musique français.

## Biographie
PATjE est né de nationalité française à Genève.[réf. nécessaire]
Il grandit entre Marseille, Barcelone et Genève. Son tout premier contact avec le spectacle sera le théâtre, la scène, qu’il expérimente à l’âge de quatorze ans.
Après son baccalauréat, il part deux ans dans un collège américain pour parfaire son anglais. C’est là que ses amis lui donnent le surnom de PATjE (diminutif de Pat). De retour en Europe, il travaille dans la publicité et devient éditeur d’un magazine. C’est en quittant cette société et en s’installant à Barcelone pour poursuivre sa formation universitaire que la musique refait surface. Il décide de partir pour Los Angeles en 2000.
En 2002 il commence à jouer dans les clubs et les festivals internationaux de Los Angeles entre 2002 et 2005 et sort son premier single entre 2005 et 2006.
Il se lance sur le marché américain en 2005 avec son premier album en français, anglais et espagnol. Son succès international commence en 2009 avec Pasaporte son second album en espagnol et en anglais. Son single GOGO (en version espagnole) est positionné 34e du top 40 des classements Billboard Tropical,.
En mai 2010 il organise un Flashmob pour la promotion de son titre GOGO (remix) à Paris.
PATjE est le premier artiste qui lance sa propre radio sur le App Store PATjE.fm le 22 octobre 2010.

## Discographie

### Albums
- 2009 : Pasaporte